# Panayótis Vasilópoulos
Panayótis Vasilópoulos (en grec Παναγιώτης Βασιλόπουλος), né le 8 février 1984 à Athènes, est un joueur puis entraîneur grec de basket-ball. Comme joueur, il évolue au poste d'ailier ou ailier fort.

## Palmarès

### Équipe nationale
- Championnat du monde
  -  Médaille d'argent du Championnat du monde 2006
  - Médaille de bronze du Championnat du monde de basket-ball masculin des 19 ans et moins 2003
- Championnat d'Europe
  -  Médaille d'or au Championnat d'Europe 2005 en Serbie